# Hartertula flavoviridis
Il jery codacuneata o tetraka codacuneata (Hartertula flavoviridis (Hartert, 1924)) è un uccello passeriforme della famiglia Bernieridae, nell'ambito della quale rappresenta l'unica specie ascritta al genere Hartertula Stresemann, 1925.

## Etimologia
Il nome scientifico del genere, Hartertula, è un omaggio a Ernst Hartert, con l'aggiunta di un suffisso vezzeggiativo: il nome della specie, flavoviridis, deriva dal latino e significa "giallo e verde", in riferimento alla livrea di questi uccelli.

## Descrizione

### Dimensioni
Misura 12–13 cm di lunghezza, per 9-11 g di peso.

### Aspetto
Si tratta di uccelletti dall'aspetto robusto e paffuto, muniti di testa arrotondata, corpo massiccio e arrotondato, ali corte e arrotondate, coda piuttosto lunga e dall'estremità cuneiforme (da cui il nome comune) e zampe forti.
Il piumaggio è di color verde oliva su nuca, dorso, ali e coda, mentre fronte, vertice e guance sono nere, sopracciglia e mustacchi sono biancastri con mascherina nerastra fra essi, gola e petto sono di colore giallo (anche se l'area alla base della mandibola inferiore è generalmente bianca) ed il ventre è giallo-verdastro.
Il becco è di colore nerastro, gli occhi sono di colore bruno scuro e le zampe sono di color carnicino-arancio.

## Biologia
Si tratta di uccelli vivaci ed essenzialmente diurni, che vivono in coppie o in gruppetti familiari (talvolta aggregandosi a stormi misti assieme ad altre specie dalle abitudini di vita affini) e passano la maggior parte della giornata alla ricerca di cibo fra i cespugli o al suolo, muovendosi con agilità fra le foglie e comportandosi in maniera simile ai codibugnoli eurasiatici, rimanendo spesso appesi a testa in giù fra i rami per meglio ispezionarli.
Durante la ricerca del cibo, questi uccelli emettono frequentemente il proprio richiamo, consistente in una serie ripetitiva di cicalecci nasali, sia a scopo di difesa del territorio che di contatto vocale fra i vari membri del gruppo.

### Alimentazione
La dieta del jery codacuneata è un uccello insettivoro, la cui dieta è composta in massima parte da insetti e ragni.

### Riproduzione
Si conosce piuttosto poco circa le abitudini riproduttive di questi uccelli: sicuramente essi sono monogami e costruiscono nidi ovoidali penduli a 1–2 m dal suolo, all'interno dei quali vengono deposte due uova.

## Distribuzione e habitat
Il jery codacuneata è endemico del Madagascar, del quale popola il nord (ad eccezione della punta settentrionale e dell'area del Sambirano) e la fascia montuosa orientale a sud fino a Tolagnaro.
L'habitat di questi uccelli è rappresentato dalla foresta pluviale con denso sottobosco, fra i 500 ed i 1400 m di quota.